# جيسيكا كروز
جيسيكا كروز (بالإنجليزية: Jessica Cruz)‏ هي شخصية خيالية ظهرت لأول مرة في الكتب المصورة الأمريكية في عام 2014 التي نشرتها دي سي كومكس، وحاليا تظهر في المسلسلات التلفزيونية التي تنشئها وارنر برذرز ودي سي كومكس وأبرز هذه المسلسلات هو ديسي سوبر هيرو غيرلز وفريق العدالة أكشن.